# Crantock
Crantock (en cornique : Lanngorrow) est un village de Cornouailles britannique (Royaume-Uni) situé sur la côte nord-ouest de cette presqu'île à environ deux miles (3 km) au sud-ouest de Newquay. 

## Géographie

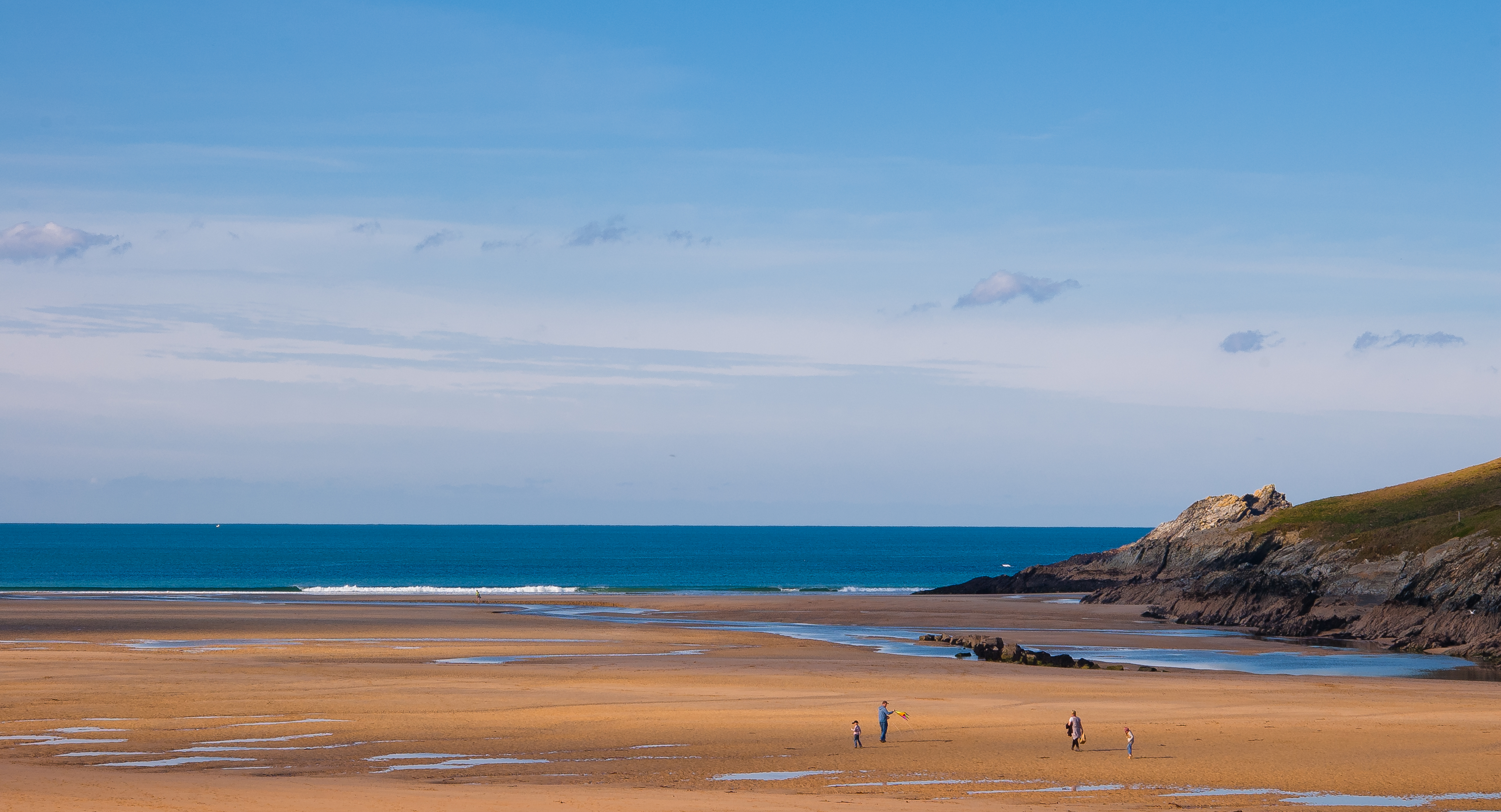
Crantock Beach (la plage principale de Crantock)

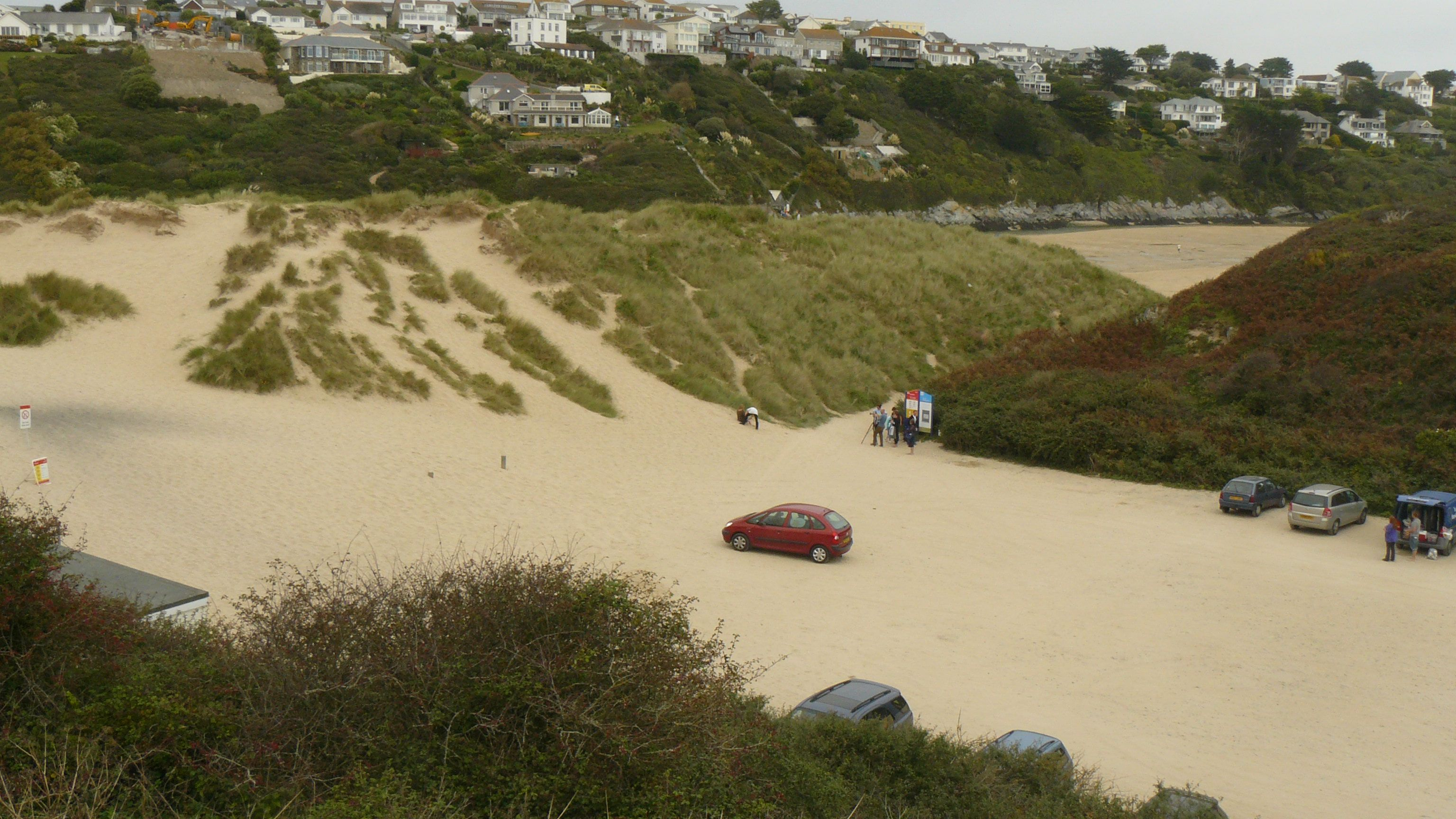
Les dunes de sable entourant Crantock Beach

Crantock est située à l'embouchure d'un petit fleuve côtier, le Gannel. Une grande partie de la commune est désormais propriété du National Trust britannique, ont le promontoire de West Pentire qui est un "site d'intérêt scientifique spécial" en raison de ses fleurs sauvages et de ses plantes rares.
Crantock est aussi une station balnéaire disposant de plusieurs plages, la plus connue étant Crantock Beach, connue en particulier des amateurs de surf et qui est entourée de dunes de sable.
Crantock est jumelé avec Carantec en France.

## Histoire
La partie la plus ancienne du village est située autour de son église qui est dédiée à saint Carantoc, fondateur du village. À une certaine époque le village était connu sous le nom de Langurroc qui se traduit par « le logement des moines ». Un « chemin Langurroc » existe encore dans le village. Langurroc devenue tristement célèbre (parmi la population locale) lorsque le village fut recouvert par une tempête de sable ; cet ancien village se trouve désormais enfoui sous les dunes de sable qui entourent Crantock Beach.
L'église a été fondée en temps des Normands et était à l'origine en forme de croix, mais elle a été reconstruite aux XIVe siècle et XVe siècle ; la restauration a été réalisée par E.H. Sedding entre 1899 et 1902. L'église est de style normand et son jubé est bien restauré. L'église fut une collégiale de 1236 à la Réforme.